# Varenzaad
Varenzaad is bekend uit volksverhalen uit de Lage Landen.

## Verhalen
De mensen hebben zich eeuwenlang afgevraagd hoe een varen zijn zaad produceert. In 1640 beschreef een beroemd man dat de kleine stipjes achter de bladeren de zaden zijn. Men ging in de nacht van Sint Jan (23 juni/24 juni) het bos in, dit was de bloeinacht van de onzichtbare bloem. Men nam aan dat het zaad uit de onzichtbare bloemen voor onzichtbaarheid zorgen kon. Na het opzeggen van enkele spreuken viel het zaad om middernacht op een witte zakdoek. Deze moest men opvouwen en men maakte dat men wegkwam.
Het was gevaarlijker om tijdens kerstnacht tussen elf en twaalf naar de kruising van wegen te gaan en een kring rond te trekken. Half twaalf begon het te spoken en om kwartslag twaalf kwam de duivel zelf. Je kreeg een papieren zakje met toverzaad, maar je ziel was verloren. Je kon leven als een prins, maar je eindigde in de hel.
Een boer uit Groningen kreeg het spul per ongeluk. De koeien waren uitgebroken en de boer zocht een halve dag. Hij liep door een moeras en hij schold op zijn dieren. De dieren rennen door de plassen en dan kijkt de boer achter zich, hij ziet dat hij gevolgd wordt door een kronkelende hoop slangen. Ze komen steeds dichterbij en de boer ziet een man uit de bosjes komen. De boer vraagt wat hij moet doen en krijgt het mes van de vreemdeling. De man moet een streep over het pad trekken en zo komt de boer heelhuids thuis. Hij vertelt zijn vrouw wat er is gebeurd, maar ze ziet hem niet. Dan ziet de man hoe een groot licht wordt aangestoken in zijn veld en hij kan door de aarde heenkijken. Hij rent op het licht af en wil de schat halen, hij schopt zijn klompen uit om harder te kunnen lopen. Dan ziet zijn vrouw hem opeens en ze vraagt waar hij naartoe gaat. De man roept de schat te gaan halen, maar het grote licht is inmiddels gedoofd. Het visioen is verdwenen en aan de rand van de sloot blijft hij staan. Hij vindt geen heuvel met verborgen schat en zijn vrouw heeft zijn klompen uitgeveegd en droogt ze met gloeiende kooltjes. De man beseft dat de vreemdeling varenzaad in zijn klompen heeft gestrooid en wordt kwaad op zijn vrouw. Zijn vrouw geeft hem een sneer terug en verdenkt hem zijn dieren uitgescholden te hebben. Hiermee heeft haar man de duivel opgeroepen en het scheelde maar een haar of hij had hem te grazen genomen. De boer is dodelijk geschrokken en loopt zwijgend het huis uit, hij heeft nooit weer over het voorval gesproken.

## Trivia
- Vergelijk de Ferny bloem uit de Baltische en Slavische mythologie en Eguzkilore uit de Baskische mythologie.
- Zie ook Bloemen en het Sint Jansfeest
- Zie ook Heksenkruid.